# Daniella Weiss
Pour les articles homonymes, voir Weiss.
Daniella Weiss (en hébreu : דניאלה וייס, née le 30 août 1945 à Bnei Brak) est une militante et ancienne femme politique israélienne, proche de l'extrême droite religieuse nationaliste. Elle est cofondatrice du mouvement Nachala, organisation engagée dans la colonisation israélienne en Cisjordanie, et ancienne maire de la colonie de Kedumim (1996–2007).
Elle est sanctionnée par le Canada (2024) et le Royaume-Uni (2025) pour son rôle dans la violence des colons envers les civils palestiniens.

## Biographie

### Jeunesse et formation
Fille d’immigrants juifs (père américain, mère d’origine polonaise élevée en Palestine), elle grandit à Ramat Gan. Ses parents étaient membres du Lehi, groupe sioniste clandestin. Elle suit une formation religieuse et effectue son service militaire dans le cadre du programme Atuda. Elle étudie ensuite la littérature anglaise et la philosophie à l’Université Bar-Ilan.

### Engagement politique et carrières publiques
Dès les années 1970, Weiss s’implique dans le mouvement de colonisation Goush Emounim et devient secrétaire générale. Elle participe à l’implantation de nombreuses colonies en Cisjordanie. En 1987, à la suite d’un attentat meurtrier, elle organise une expédition punitive dans la ville de Qalqilya, ce qui lui vaut une amende et une peine avec sursis.
Elle est élue maire de Kedumim en 1996 et réélue en 2001. En 2010, elle fonde le mouvement Nachala, visant à implanter de nouveaux avant-postes israéliens considérés comme illégaux selon le droit israélien et international.
En novembre 2024, au cours de la guerre à Gaza, elle entre illégalement dans le territoire pour envisager de futurs sites de colonisation.

### Sanctions internationales
- Canada (juin 2024) : pour soutien à la violence des colons
- Royaume-Uni (mai 2025) : pour promotion de la violence en Cisjordanie

### Prix et controverses
En mars 2025, elle est proposée au Prix Nobel de la paix par deux universitaires israéliens, provoquant de vives réactions sur les réseaux sociaux.

## Prises de position
Weiss rejette les actions violentes du mouvement « price tag » mais soutient la création systématique de nouveaux avant-postes-. Elle rejette l’idée d’un État palestinien et prône un contrôle juif exclusif sur Gaza et la Cisjordanie.

## Affaires judiciaires
Weiss a été condamnée ou arrêtée à plusieurs reprises pour obstruction à la police, entrée dans zone militaire fermée ou agression. En 2007, elle est condamnée à cinq mois avec sursis pour violences envers les forces de l’ordre.

## Vie personnelle
Elle est mariée à Amnon Weiss et mère de deux filles. En 2002, des membres de sa famille sont tués dans une attaque contre la colonie Elon Moreh (en). Elle possède plusieurs biens immobiliers à Tel Aviv et en Cisjordanie.